# Dawn Clark Netsch
Dawn Clark Netsch, née le 16 septembre 1926 à Cincinnati, et morte le 5 mars 2013 à Chicago) est une professeur de droit et femme politique américaine. Membre du parti démocrate américain, elle a servi comme contrôleur de l'Illinois de 1991 à 1995.

## Ses débuts
Netsch fut diplômée Phi Beta Kappa de l'université Northwestern d'Evanston en 1948. Elle est diplômée de l'école de droit de l'université Northwestern en 1952 et y sera membre du corps enseignant depuis 1965. Elle a participé à la campagne présidentielle d'Adlai Stevenson en 1952. Ensuite elle travaille à Washington, DC dans le cabinet d'avocats Covington & Burling. De retour à Chicago, elle entre dans un cabinet privé de 1957 à 1961, et travaille pour le gouverneur Otto Kerner.
En 1970, elle est élue délégué à la Convention constitutionnelle Illinois qui a eu lieu plus tard cette année-là. En 1972, elle est élue au Sénat de l'État en tant que démocrate, où elle représente le treizième district puis le quatrième district.
En 1990, elle remporte l'investiture du parti démocrate pour le poste de contrôleur de l'Illinois, lors de l'élection générale elle est élue avec 54 % des voix en battant la républicaine Sue Suter.

## Candidate au poste de Gouverneur de l'Illinois
Quatre ans plus tard, en 1994, elle remporte l'investiture démocrate pour le poste de gouverneur, après avoir battu avec plus de dix points d'avance le procureur général de l'Illinois Roland Burris et le président du comté de Cook Richard Phelan. Netsch avait été derrière Burris dans les sondages quelques semaines plus tôt.
Le slogan de sa campagne fut alors "Not just another pretty face (pas juste un autre joli visage)". Elle a proposé d'augmenter le taux d'imposition de 3 % à 4,25 % afin de financer l'éducation et de réduire les impôts fonciers, un plan qui a été attaqué par son adversaire républicain, le gouverneur Jim Edgar. Netsch, était une libérale qui n'avait pas le soutien de la puissante machine démocrate de Chicago. Ainsi, elle est alors incapable de surmonter la popularité d'Edgar dans une année où le parti républicain triomphe à l'échelle nationale, elle obtiendra seulement 34 % des voix.

## Fin de carrière
En 1995, Netsch a été intronisée au Chicago Gay and Lesbian Hall of Fame comme une "amie de la communauté" pour son soutien aux revendications de la communauté LGBT. Elle marche chaque année à la Chicago Gay Pride Parade.
Netsch est actuellement professeur émérite de droit à l'université Northwestern, et elle est la veuve du célèbre architecte Walter Netsch. Elle a été une fervente opposante à la tenue d'une nouvelle convention constitutionnelle en l'Illinois.
Netsch reste impliquée dans la politique en soutenant les candidats à des postes électifs.
En 2010, Netsch a soutenu lors des primaires démocrates : Dan Hynes pour le poste de gouverneur de l'Illinois et Dan Hoffman pour le Sénat américain.
En 2013, elle annonce être atteinte de la sclérose latérale amyotrophique et meurt à Chicago et est enterrée au cimetière de Graceland.